# Freyastera mexicana
Freyastera mexicana is een zesarmige zeester uit de familie Freyellidae.
De wetenschappelijke naam van de soort werd in 1939 gepubliceerd door Austin Hobart Clark. De beschrijving is gebaseerd op één specimen, holotype USNM E 5602, dat met het Amerikaanse onderzoeksschip Albatross in 1927 was verzameld in de Golf van Mexico.